# ТЕС Транс-Амаді
4°48′57.3″ пн. ш. 7°1′52.9″ сх. д. / 4.815917° пн. ш. 7.031361° сх. д.
ТЕС Транс-Амаді — теплова електростанція у Нігерії в південному штаті Ріверс. Розташована в центрі його столиці Порт-Гаркорт.
Першу чергу станції у складі трьох газових турбін Solar Mars потужністю по 12 МВт ввели в експлуатацію у 2002 році. В 2004 та 2005 роках придбали по дві турбіни Nuovo Pignone типу Frame 5 одиничною потужністю по 25 МВт для другої черги станції, проте фактичний їх запуск організували лише в 2010-му.
Електростанція використовує як паливо природний газ, а видача продукції відбувається по ЛЕП, що працює під напругою 132 кВ.
У 2010-х роках ТЕС Транс-Амаді, як і чимало інших нігерійських електростанцій, багаторазово вибувала з роботи через проблеми з постачанням палива та видачею продукції до енергомережі.